# Friedrich Ackermann (Richter)
Friederich Georg Wilhelm Ackermann (* 4. November 1799 in Bützow; † 26. Mai 1866 in Rostock) war ein deutscher Instanzrichter und Parlamentarier.

## Leben
Friedrich Ackermann war der einzige Sohn des Bützower Bürgermeisters und Stadtrichters Friedrich Wilhelm Georg Ackermann und dessen Frau Charlotte, geb. Siggelkow. Er studierte Rechtswissenschaften in Göttingen und Jena, wo er sich 1817 fast zeitgleich mit seinem Cousin aus Lübz, Wilhelm Ackermann (1737–1839), einschrieb. Beide wurden in Jena Mitglieder der Urburschenschaft und waren 1818/19 Mitglieder von deren Ausschuss.
Nach dem Studium war er zunächst Magistratsauditor in Schwerin. Am 27. November 1832 Justizrat in der mecklenburgischen Justizkanzlei in Güstrow und 1837 Oberappellationsgerichtsrat am Oberappellationsgericht in Parchim, das ab 1840 seinen Sitz in Rostock hatte, in den späten 1840ern dessen Vizepräsident. Als Parlamentarier gehörte er 1848 der Mecklenburgischen Abgeordnetenversammlung für den Wahlkreis Mecklenburg-Schwerin 55: Parkentin an. Er schloss sich der Fraktion (rechtes) Centrum an und wurde in den volkswirtschaftlichen Ausschuss gewählt. Als Freisinniger  wurde er am 25. November 1851 aus politischen Gründen in den Ruhestand versetzt. Sein Nachfolger wurde Carl Trotsche.
Ackermann war seit 1835 Mitglied des Vereins für mecklenburgische Geschichte und Altertumskunde.

## Schriften
- [mit Christian Karl Friedrich Wilhelm von Nettelbladt]: Beitrag zu der Beantwortung der Frage über die Verlegung des Ober-Appelations-Gerichts von Parchim nach Rostock. Schwerin 1839
- Sind blos die Personen der Kopfzahl nach, oder sind daneben die verschiedenen Hauptinteressen im Staate als solche in der Versammlung der Abgeordneten des Volkes mit zu vertreten? Ein Beitrag zur Beantwortung der Frage von der bevorstehenden Reform in unserer Mecklenburgischen Landesvertretung, Stiller, Rostock 1848
- Ein Wort aus Mecklenburg von Mecklenburg. 1848